# DiRT 3
DiRT 3 je rallye závodní simulátor spadající do série Colin McRae Rally, vyvíjená a distribuovaná společností Codemasters. Jméno Colin McRae, používané u předešlých dílů série, z názvu zmizelo. Hra vyšla 24. května 2011 v Evropě a Severní Americe pro Xbox 360, PlayStation 3 a Microsoft Windows. V Austrálii byla vydána o dva dny později, ale v Japonsku vyšla až 2. srpna 2011.
Oproti předešlému dílu DiRT 2 nabízí vylepšenou grafiku, dynamiku, proměnlivé změny počasí a také novým závodním módem gymkhana, který byl fanouškům přiblížen zejména v debutovém videu hry. Hra umí být zobrazena také v rozděleném pohledu na auto a do kokpitu.

## Třídy závodů
Třídy v DiRT 3 se rozdělují na devět čistě rallyových skupin a šest ne-rallyových.
- Rally: WRC, Open rally (Rally Amerika), Super Rally 2000, Group B(4WD), Raid, 60s rally, 70s rally, 80s a 90s.
- Ostatní: Rallycross, Modern Trailblazer, Classic Trailblazer, Landrush trucks, Landrush Buggies a Gymkhana